# Valore di un manufatto digitale
Ilp valore di un manufatto digitale, nel campo della conservazione archivistica digitale, è costituito dal valore intrinseco di un oggetto digitale, in contrapposizione al contenuto informativo  veicolato dall'oggetto stesso. Sebbene manchino degli standard precisi, gli oggetti born-digital e le rappresentazioni digitali di oggetti fisici possono avere un valore che è loro attribuito in quanto manufatti.

## Valore intrinseco nei materiali analogici
Rispetto ai materiali analogici o non digitali, i manufatti hanno una singolare ricerca o valore archivistico se possiedono qualità e caratteristiche che li rendono l'unica forma accettabile per la conservazione a lungo termine. Queste qualità e caratteristiche sono comunemente indicate come valore intrinseco dell'articolo e costituiscono la base su cui viene valutato il valore di oggetto digitale. Il valore così inteso, basato su questa idea, si fonda sull'originalità, la fedeltà, la fissità e la stabilità del manufatto. Il valore intrinseco di un particolare oggetto, come interpretato dai professionisti degli archivi, determina in larga misura il processo di selezione degli archivi. Il National Archives and Record Administration Committee, in "Intrinsic Value in Archival Material", ha classificato le seguenti qualità in merito al valore intrinseco: 
1. Qualità estetica o artistica.
2. Caratteristiche fisiche uniche o curiose.
3. Età, che offre una qualità di unicità.
4. Valore per l'uso nelle mostre.
5. Autenticità discutibile, data, autore o altra caratteristica significativa e verificabile mediante esame fisico.
6. Interesse pubblico generale e sostanziale dovuta zll'associazione diretta con persone, luoghi, cose, problemi o eventi famosi o storicamente significativi.
7. Significato come documentazione dello stabilimento o della base giuridica permanente di un'agenzia o istituzione.
8. L'importanza come documentazione della politica ai massimi livelli esecutivi quando ha significato e ampio effetto in p o oltre l'agenzia o l'istituzione.[2]

Altri professionisti dell'archiviazione, come Lynn Westney, hanno scritto che, tra le caratteristiche dei materiali che mostrano valore intrinseco,  vi sono età, contenuto, firme e sigilli allegati. Westney e altri hanno affermato che si può pensare che i manufatti su supporto cartaceo abbiano valore dimostrativo nell'originalità del manufatto, la fedeltà o l'autenticità, la fissità e la stabilità del contenuto.
Per altri materiali analogici, il valore intrinseco rimane essenziale per determinare il valore artefatto. Simile agli oggetti cartacei per molti aspetti, il valore delle immagini in genere tiene conto del valore artistico, dell'età, del prestigio autoriale, della provenienza significativa e delle priorità istituzionali. La conservazione analogica si basa su fattori simili, tra cui il valore culturale dell'articolo, la sua unicità storica, la longevità del supporto, le condizioni attuali dell'oggetto e lo stato dell'apparecchiatura di riproduzione.

## Convenzioni analogiche
La definizione standard di valore artificiale, così come è stata applicata ai materiali analogici o non digitali nel ventesimo secolo, si basa su una serie di convenzioni che normalmente non si applicano agli oggetti digitali. Il Council on Library and Information Resources (CLIR) ha dichiarato che i testi stampati e altri manoscritti cartacei, se considerati come oggetti, sono intrisi di significato distillato da un insieme generale di intese inerenti a queste convenzioni:
1. L'oggetto ha una composizione / forma fissa e stabile.
2. La proprietà intellettuale sono un concetto riconoscibile.
3. La duplicazione è possibile.
4. Capacità di essere sostituito da un altro oggetto identico.

Queste convenzioni sono importanti da considerare perché aiutano a descrivere la relazione fisica e perfino metafisica tra il contenuto di un documento e la sua manifestazione fisica. Le basi di questa relazione non sono identiche e non si applicano con lo stesso grado di chiarezza in un mondo digitale immateriale. I materiali stampati, ad esempio si basano sull'idea che un oggetto è stato registrato su un supporto fisico, stabile. La presenza fisica di un testo stampato serve come prova della sua autenticità come oggetto o manufatto, nonché della sua scarsità e unicità in relazione ad altri materiali di stampa. Le variazioni delle proprietà chimiche e delle condizioni di conservazione dei materiali a base di stampa hanno certamente un impatto sulla fissità o stabilità dei materiali di stampa, ma vi sono poche controversie sulla determinazione della sua esistenza o originalità.
L'unicità nel senso fisico basato sulla carta non si traduce in un mondo digitale in cui gli oggetti immateriali sono soggetti a livelli teoricamente infiniti di riproduzione e diffusione. I surrogati nati-digitali e digitali possono apparire su un server diversi l'uno dall'altro e le modifiche possono essere apportate senza preavviso all'utente. Queste alterazioni sono normalmente chiamate eventi di migrazione o azioni sull'oggetto digitale che cambiano la composizione dell'oggetto originale. Possono apportare modifiche sottili ma fondamentali al documento originale, compromettendo così la sua esistenza come oggetto originale. Inoltre, poiché gli strumenti utilizzati per generare e accedere agli oggetti digitali si sono storicamente evoluti, i problemi di obsolescenza della riproduzione, perdita di dati e percorsi spezzati verso le informazioni hanno cambiato le idee tradizionali di stabilità.
Michael J. Giarlo e Ronald Jantz hanno proposto un elenco di metodi per stabilire il valore intrinseco digitale mediante un'attenta generazione di metadati e la manutenzione dei registri. Nel loro rapporto, un originale digitale possiede tre caratteristiche chiave che lo distinguono da copie identiche. Questi includono la verifica continua e la nuova verifica della firma digitale del documento a partire dalla data di creazione; conservare le versioni e le registrazioni di tutte le modifiche all'oggetto in un audit trail; e l'archivio contiene la data di creazione dell'oggetto digitale.  Hanno anche riferito che l'originalità nelle fonti digitali potrebbe essere verificata o prodotta con le seguenti tecniche:
1. All'oggetto digitale viene assegnato un timbro data-ora che viene automaticamente inserito nell'intestazione METS-XML al momento della creazione.
2. La data e l'ora vengono inserite nei metadati dell'archivio.
3. Incapsulamento.
4. Firme digitali.[4]

## Il ruolo dei surrogati digitali
I surrogati digitali sono considerati un'utilità per favorire la conservazione e un maggiore accesso a determinati artefatti. Tuttavia, i surrogati digitali possono avere utilità diverse per gli oggetti a seconda della natura del manufatto originale e della condizione in cui si trova il manufatto. Nel 2001 il Council on Library and Information Resources (CLIR) ha pubblicato un rapporto sul manufatto nelle raccolte delle biblioteche. Il CLIR afferma che l'utilità del surrogato digitale può essere determinata dividendo il materiale originale (artefatto) in due diverse categorie, artefatti rari e quelli che non lo sono. Queste due categorie possono essere ulteriormente divise per due categorie, artefatti che vengono frequentemente utilizzati e quelli che non lo sono.

### Materiali usati frequentemente e non rari
Secondo il CLIR "non è ovvio che i surrogati digitali forniscano tutte le funzionalità, tutte le informazioni o tutto il valore estetico degli originali. Pertanto, mentre può essere sensato raccomandare di utilizzare i surrogati digitali per ridurre i costi e aumentare la disponibilità di proprietà di biblioteche che circolano frequentemente, la decisione di sostituire un oggetto fisico nelle raccolte di biblioteche con un surrogato digitale dovrebbe basarsi su un'attenta valutazione del modo in cui i clienti della biblioteca usano l'oggetto o gli oggetti originali nel suo genere."

### Materiali usati raramente e non rari
Mantenere l'originale è sempre la soluzione migliore per le biblioteche e in particolare per gli archivi, ma nel caso di biblioteche in cui un manufatto non è raro o usato raramente ci deve essere un barometro sviluppato per aiutare a "bilanciare la funzionalità con l'uso effettivo al fine di aiutare a decidere quando sono accettabili surrogati digitali che forniscono la maggior parte delle funzionalità degli originali."

### Materiali rari e usati frequentemente
Un professionista nel campo delle Library and Information Science (LIS) quasi certamente non sosterrebbe che un surrogato digitale potrebbe sostituire un oggetto raro. Tuttavia, nel caso di un oggetto raro in cattive condizioni a causa dell'uso intenso, un surrogato digitale potrebbe essere estremamente utile nel ridurre l'usura e nel lungo periodo aiutare a preservare il manufatto. 

### Materiali rari e usati raramente
Per i materiali rari e usati di rado l'idea di creare un surrogato digitale spesso non è vista come un'opzione praticabile, perché la digitalizzazione è costosa. Tuttavia, se il costo della collocazione del manufatto diventa troppo oneroso, un surrogato digitale potrebbe diventare un'opzione praticabile. " Anche in questo caso, le biblioteche devono essere consapevoli della rarità effettiva o potenziale anche di quei materiali usati raramente oggi. Domani, questi potrebbero benissimo essere il più prezioso degli artefatti, forse per gli utenti o gli usi, che non si possono prevedere oggi. "

### Valore probatorio e intrinseco dei surrogati digitali
Probabilmente uno dei maggiori vantaggi che si manifestano in tutte le categorie di surrogati digitali è il maggiore accesso e il potenziale aumento dell'uso grazie alla facilità di recupero del manufatto. Anche se il surrogato digitale potrebbe sembrare un sostituto adeguato, la possibilità di una perdita contestuale deve essere seriamente pensata prima dell'inizio di un progetto di surrogato digitale di massa. 
Il surrogato digitale può aiutare nella conservazione e aiuta ad aumentare l'accesso ma possono perdere prezioso valore probatorio. Secondo Lynn Westney,  i surrogati digitali non hanno un valore intrinseco per compensare la potenziale perdita di valore probatorio. "Il rischio maggiore rappresentato dai surrogati digitali è la perdita di valore probatorio dovuta alla distruzione delle prove sul contesto. Il valore intrinseco viene perso quando la testimonianza dell'originale non viene completamente preservata quando convertita in un altro mezzo. Si basa su caratteristiche la cui testimonianza dipende dalla forma dell'originale e non può quindi essere convertita." Inoltre, Westney ritiene che con gli aumenti della tecnologia e la disponibilità al pubblico sia molto facile manipolare e modificare le informazioni digitali e, a sua volta, perdere le informazioni autentiche originali forse in modo permanente. È più difficile garantire l'integrità dei materiali digitali in questa era moderna. Il problema dell'integrità deve essere preso in considerazione quando si decide di fare surrogati digitali o di preservare oggetti digitali nati poiché l'integrità è un componente chiave degli artefatti.

### Stabilire valore nel mondo digitale
L'integrità digitale può essere classificata come avente valore artificiale; tuttavia, come affermato in Going Digital, questa qualifica varia e cambia a causa della natura del mezzo e del mercato. "Il documento originale reso disponibile elettronicamente non è necessariamente ciò che lo spettatore riceve a causa della forte influenza delle apparecchiature e del software. Complicando ulteriormente la questione, le apparecchiature e il software sono soggetti a cambiamenti significativi nel breve e nel lungo tempo." Un oggetto nato digitale o un documento che è migrato in un formato digitale può avere un valore artefatto fintanto che il software originale è collegato al documento o all'immagine. Se il software viene aggiornato o migliorato, l'originalità o l'integrità del documento o dell'immagine viene modificata. La costanza dell'integrità digitale cambia con l'avanzamento delle tecnologie informatiche. Alcuni documenti e il software di partenariato potrebbero rimanere coerenti per diversi anni prima che un aggiornamento superi l'edizione corrente. Questo è un punto di vista comune all'interno della professione.
I punti dell'autore dichiarati in Going Digital sono sostenitori dell'importanza della congruità nel software e nei contenuti; tuttavia, esaminando Preserving Digital Periodicals, l'accento è posto sul testo e soprattutto in un formato specifico. "Il contenuto principale della maggior parte dei periodici è il testo. Il testo di un articolo periodico, tuttavia, può essere creato e mantenuto in vari modi." Il testo e il contenuto di un documento digitale sono il fulcro, mentre la piattaforma di presentazione può essere modificata o cambiata completamente. Poiché le piattaforme dei record digitali saranno modificate più di una volta nel corso del tempo, l'importanza del contenuto diventa il valore artefatto. 